# Lijst van personen uit Manchester
Deze chronologische lijst van personen uit Manchester betreft mensen die zijn geboren in deze Engelse stad.

## Geboren in Manchester

### Voor 1800
- Ann Lee (1736-1784), oprichter van de Shakers
- William Henry (1775-1836), scheikundige, opsteller van de wet van Henry
- Thomas de Quincey (1785-1859), schrijver en intellectueel
- Thomas Phillipps (1792-1872), antiquaar en verzamelaar van handschriften

### 1800–1899

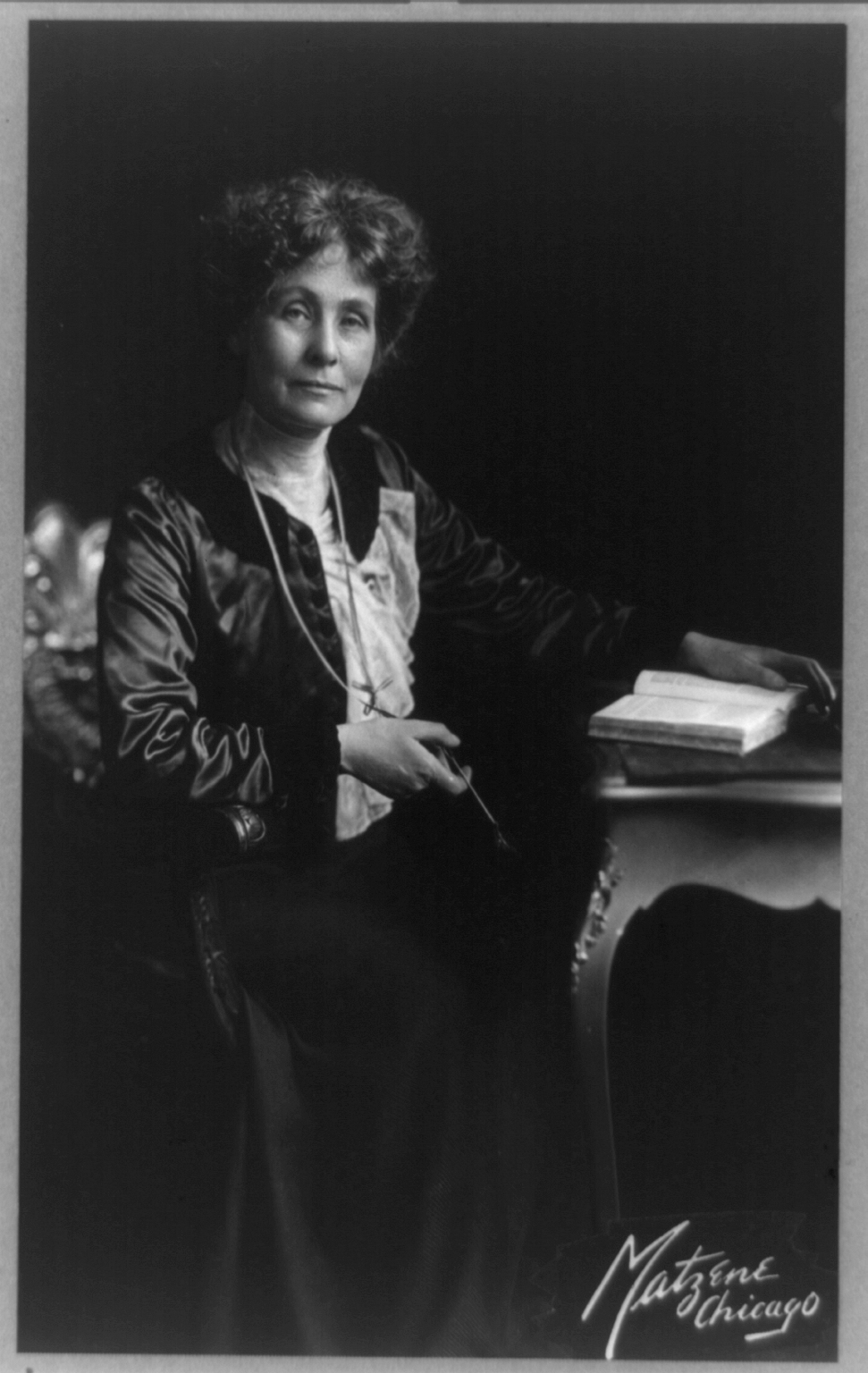
Feministe Emmeline Pankhurst (1858-1928)

- William Harrison Ainsworth (1805-1882), schrijver
- Joseph Blackburne (1841-1924), schaker
- Annie Swynnerton (1844-1933), kunstschilder
- Frances Hodgson Burnett (1849-1924), kinderboekenschrijver
- John Hopkinson (1849-1898), natuurkundige en electrotechnicus
- Elihu Thomson (1853-1937), Amerikaans uitvinder
- J.J. Thompson (1856-1940), natuurkundige, ontdekker van het elektron
- Emmeline Pankhurst (1858-1928), politiek activiste en leider van de Britse suffragettebeweging
- David Lloyd George (1863-1945), premier van het Verenigd Koninkrijk (1916-1922)
- Arthur Harden (1865-1940), biochemicus en Nobelprijswinnaar (1929)
- Thomas Coe (1873-1942), waterpolospeler
- John Derbyshire (1878-1938), zwemmer en waterpolospeler
- Jack Reynolds (1881-1962), voetbaltrainer, onder andere AFC Ajax

### 1900–1939
- Douglas Lowe (1902-1981), atleet (olympisch kampioen 800 m 1924 + 1928)
- George Coulouris (1903-1989), acteur
- Roger Byrne (1929-1958), voetballer
- Vivien Merchant (1929-1982), actrice
- John Doherty (1935-2007), voetballer
- Norman Foster (1935), architect
- Kenneth Colley (1937-2025), acteur, filmproducent, filmregisseur en scenarioschrijver

### 1940–1949
- David Warner (1941-2022), acteur

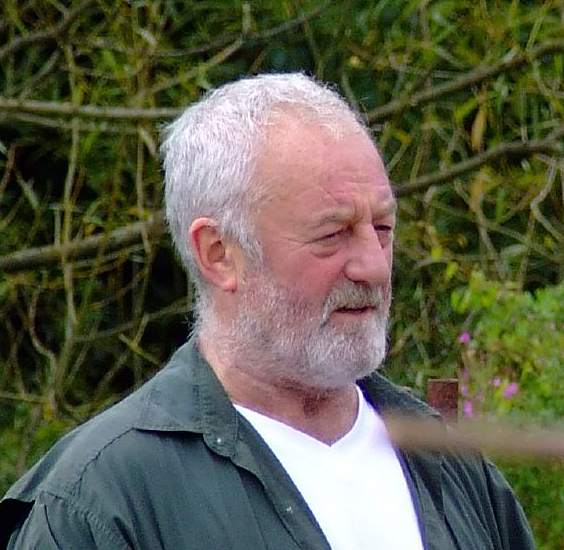
Acteur Bernard Hill (1944-2024)

- Roy Harper (1941), blues-, rock- en folkzanger
- Nobby Stiles (1942-2020), voetballer
- Christopher Priest (1943-2024), schrijver
- Bernard Hill (1944-2024), acteur
- Wayne Fontana (1945-2020), popzanger
- Stan Bowles (1948-2024), voetballer
- Joe Corrigan (1948), voetballer

### 1950–1959
- Peter Saville (1955), grafisch ontwerper
- Philip Martin Brown (1956), acteur
- Jeremy Gittins (1956), acteur
- Martin Fry (1958), zanger (ABC)
- Andy Gibb (1958-1988), zanger (Bee Gees)
- Gary Megson (1959), voetballer en trainer
- Morrissey (1959), zanger (onder andere The Smiths)
- Jeanette Winterson (1959), schrijfster

### 1960–1969
- Lesley Sharp (1960), actrice

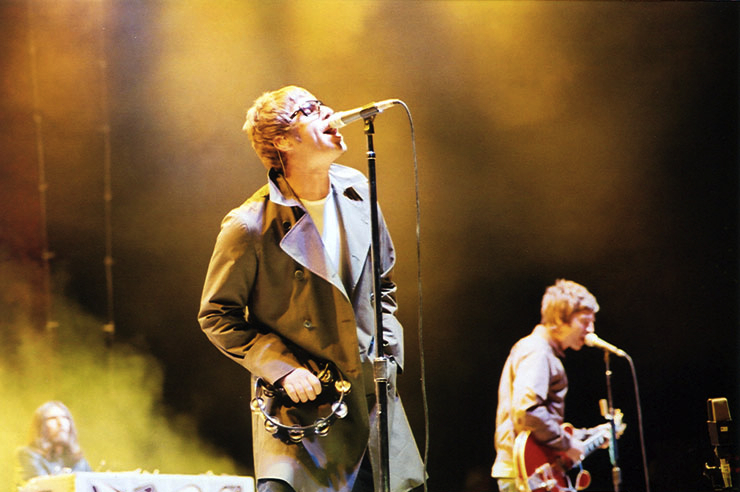
Muzikanten Noel (1967) en Liam Gallagher (1972)

- Lorraine Ashbourne (1961), actrice
- John Byrne (1961), voetballer
- Richard Janssen (1961), Nederlands gitarist en zanger, voorman van Fatal Flowers
- Johnny Marr (1963), rockmusicus (onder andere The Smiths)
- Mike Joyce (1963), drummer van The Smiths
- Linus Roache (1964), acteur
- Diane Charlemagne (1964-2015), zangeres (Urban Cookie Collective, Moby)
- Andy Rourke (1964-2023), rockmusicus (onder andere The Smiths)
- Becky Anderson (1967), televisiejournaliste (CNN)
- Gerald Simpson (1967), Britse danceproducer bekend als A Guy Called Gerald
- Noel Gallagher (1967), rockmusicus (Oasis)
- Justin Robertson (1968), dj/producer
- Howard Donald (1968), zanger, lid van Take That

### 1970–1979

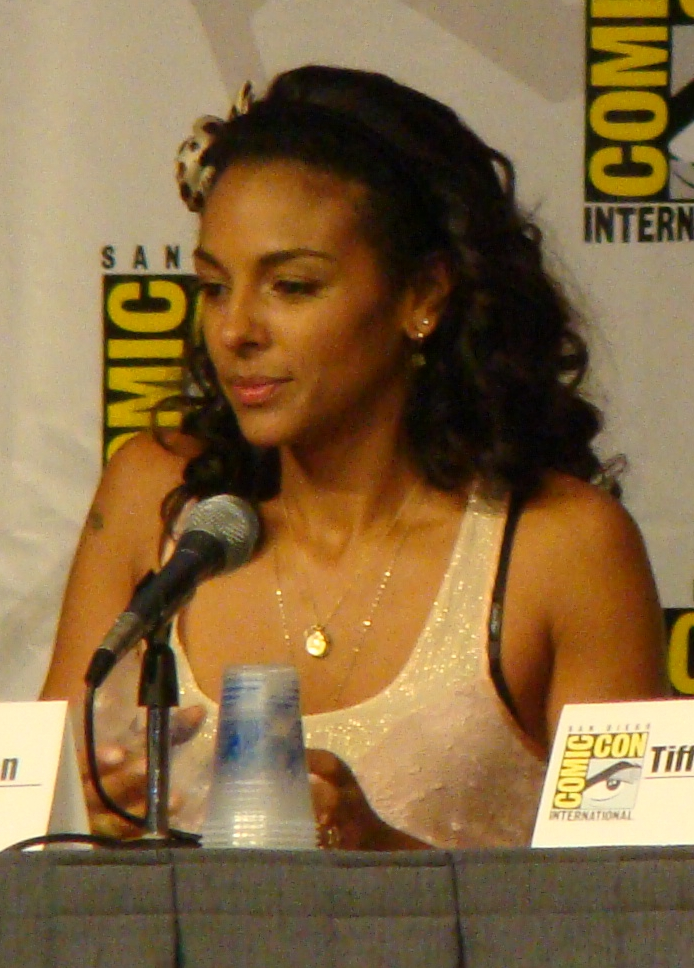
Actrice Marsha Thomason (1976)

- Jason Orange (1970), zanger, lid van Take That
- Wayne Jackson (1971), singer-songwriter en producent
- Liam Gallagher (1972), rockmusicus (Oasis)
- Lee Dixon (1964), voetballer
- Darren Campbell (1973), atleet
- Nicky Butt (1975), voetballer
- Marsha Thomason (1976), actrice
- Reshma Shetty (1977), actrice
- Andi Jones (1978), atleet
- Wes Brown (1979), voetballer
- Leanne Brown (1979), zangeres

### 1980–1989
- Matthew McNulty (1982), acteur
- Emily Beecham (1984), actrice
- Keiren Westwood (1984), Iers voetballer
- Phil Lester (1987), youtuber
- Reece Noi (1988), acteur
- Tyson Fury (1988), bokser
- Adam Clayton (1989), voetballer

### 1990–1999

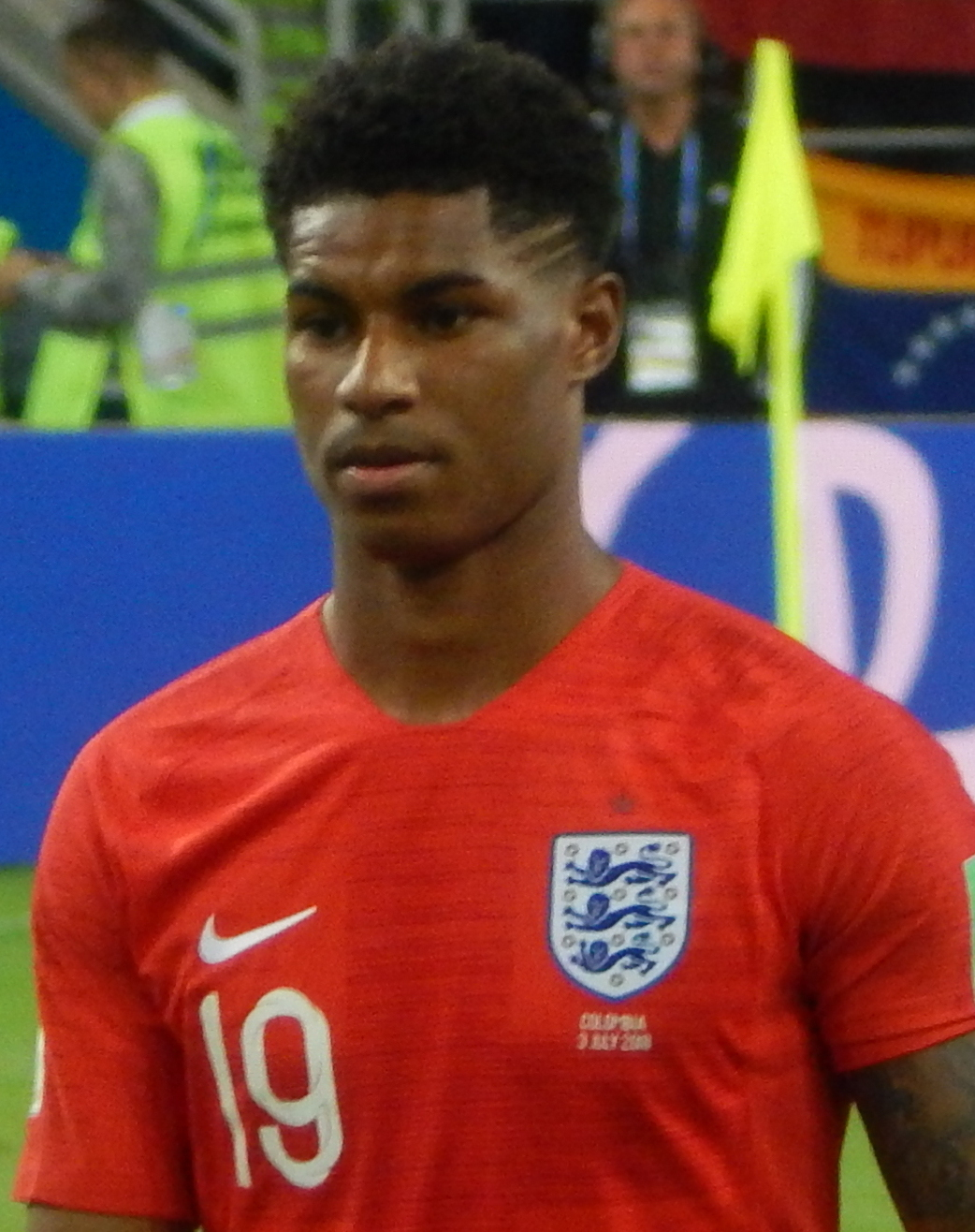
Voetballer Marcus Rashford (1997)

- Kristian Dennis (1990), voetballer
- Danny Drinkwater (1990), voetballer
- Danny Welbeck (1990), voetballer
- Ahmed Benali (1992), Libisch voetballer
- Duncan Watmore (1994), voetballer
- Tyler Blackett (1994), voetballer
- Shay Facey (1995), voetballer
- Cameron Brannagan (1996), voetballer
- Brandon Barker (1996), voetballer
- Demetri Mitchell (1997), voetballer
- Marcus Rashford (1997), voetballer
- Cameron Humphreys (1998), voetballer

### Vanaf 2000
- Brandon Williams (2000), voetballer
- Tommy Doyle (2001), voetballer
- Robert Donaldson (2002), wielrenner
- Khiara Keating (2004), voetbalster
- Nico O'Reilly (2005), voetballer